# Jürgen Kalkowski
Jürgen Kalkowski – wschodnioniemiecki zapaśnik walczący przeważnie w stylu wolnym.
Zajął szóste miejsce na mistrzostwach świata w 1967. Brązowy medalista mistrzostw Europy w 1967 roku.
Mistrz NRD w 1963, 1966, 1967 i 1968; drugi w 1961, 1963, 1964, 1965 i 1969; trzeci w 1961 i 1967 roku.